# Romà II
Romà II (Ῥωμανὸς Rōmanos), fou emperador romà d'Orient del 959 al 963. Va succeir al seu pare Constantí VII Porfirogènit. El seu regnat fou curt i amb pocs esdeveniments notables. Era aficionat a la gimnàstica, la cacera i altres plaers, i no parava prou atenció als seus deures com a emperador, dels que es va encarregar el seu ministre Josep Bringas. A la seva mort sobtada, amb només 25 anys, els rumors d'enverinament van recaure en la seva esposa Teòfano, que era mal considerada a la cort per ser d'origen plebeu.

## Primers anys
Va néixer el 939, fill de l'emperador Constantí VII i d'Helena Lecapena i li van posar el nom del seu avi per part materna (l'emperador usurpador Romà Lecapè), per la qual cosa la gent li va posar el sobrenom de «Romà el Jove». De nen el van casar amb Berta, la filla il·legítima d'Hug d'Arle, el rei d'Itàlia (setembre del 944); ella es va canviar el nom pel d'Eudòxia en realitzar-se la cerimònia de l'enllaç, però va morir l'any 949, abans de consumar-se el matrimoni, per tant es va dissoldre l'aliança que implicava entre les dues nacions.
El gener del 945 el seu pare va assolir el tron en solitari i l'abril va fer nomenar Romà com a coemperador per assegurar la seva successió.

## Segon matrimoni
L'any 956 es va enamorar de la filla d'un taverner anomenada Anastàsia i s'hi va casar en contra de la voluntat del seu pare. Per tal que fos més ben acceptada va canviar el nom de la seva esposa per Teòfano, el nom d'una emperadriu venerada com a santa (Teòfano Martinàcia), però, així i tot, no va encaixar en l'ambient de palau on només va trobar enveges per la seva bellesa i malfiança pel seu origen humil. El matrimoni va tenir dos fills i una filla.

## Ascens al tron
El novembre del 959 va morir el seu pare, amb rumors que ell o la seva esposa l'havien enverinat i el dia 15 d'aquell mes fou coronat emperador. Per tal d'evitar guerres successòries Romà va enviar les seves germanes (Teodora, Àgata, Zoè i Teòfano) a diferents convents, pensant que part dels comentaris negatius sobre ell i l'emperadriu procedien d'elles. També va obligar a ingressar en un convent a Sofia, la dona de Cristòfol Lecapè, perquè ell també havia estat nomenat successor en l'època del seu avi, l'usurpador Romà Lecapè. Va fer el mateix apartant els cortesans que no li eren fidels i va confiar els assumptes d'estat en l'eunuc Josep Bringas.
Romà mai no va dirigir personalment els exèrcits, però va disposar de dos bons generals: Nicèfor i Lleó Focas. El primer va recuperar l'illa de Creta (961) després d'un llarg setge a Càndia, la capital, expulsant els àrabs que l'havien dominat 150 anys; Lleó va derrotar els àrabs a Àsia. Després de la caiguda de Càndia, Nicèfor es va unir al seu germà i junts van obtenir noves victòries sobre els àrabs.

## Mort
Romà va morir de forma sobtada el 15 de març del 963 i un altre cop van córrer rumors d'enverinament acusant la seva esposa Teòfano, cosa poc probable, ja que amb la mort del marit no hi tenia res a guanyar i, en canvi, molt a perdre atès que quedava molt desprotegida. A més aquesta acusació es feia també absurda si es té en compte que estava al llit mentre el marit va morir, ja que només feia 48 hores que havia donat a llum a la seva filla Anna.

## Descendència
Amb la seva esposa Teòfano va tenir:
- Basili II, nascut el 958.
- Constantí VIII, nascut el 960.
- Anna Pòstuma, nascuda el 13 de març del 963, esposa de Vladímir I de Kíev, el primer príncep cristià de Rússia.[9]